# 約克灘
約克灘（英語：York Beach）是美國特拉華州蘇塞克斯縣一個非建制地區，位於大西洋西部沿岸以及南伯達尼南部。當地海拔高度只有約3米（10英尺），並是其中一個位於德瑪瓦半島的海灘。